# Чирки (Шестаковське сільське поселення)
Чирки́ (рос. Чирки) — присілок у складі Слободського району Кіровської області, Росія. Входить до складу Шестаковського сільського поселення.
Населення становить 7 осіб (2010, 8 у 2002).
Національний склад станом на 2002 рік — росіяни 87 %.